# Oxytropis pamiroalaica
Oxytropis pamiroalaica är en ärtväxtart som beskrevs av Abdusal. Oxytropis pamiroalaica ingår i släktet klovedlar, och familjen ärtväxter. Inga underarter finns listade i Catalogue of Life.